# Nordteil des Selenter Sees und Umgebung
Der Nordteil des Selenter Sees und Umgebung ist ein Naturschutzgebiet in den schleswig-holsteinischen Gemeinden Fargau-Pratjau, Köhn, und Giekau im Kreis Plön.

## Allgemeines
Das rund 705 Hektar große Naturschutzgebiet ist mit der Nummer 93 in das Verzeichnis der Naturschutzgebiete des Ministeriums für Landwirtschaft, Umwelt und ländliche Räume eingetragen. Es wurde 1978 ausgewiesen (Datum der Verordnung: 15. November 1978). Das Naturschutzgebiet ist größtenteils Bestandteil des FFH-Gebietes „Selenter See“ und des EU-Vogelschutzgebietes „Selenter See-Gebiet“. Zuständige untere Naturschutzbehörde ist der Kreis Plön.

## Beschreibung
Das Naturschutzgebiet liegt östlich von Kiel am Nord- und Ostufer des Selenter Sees zwischen Pratjau, Giekau und Klamp. Es stellt das buchtenreiche Ufer des Sees, die daran angrenzenden Flächen und die Wasserflächen vor den Buchten innerhalb einer in etwa zwischen Pratjau und Klamp verlaufenden Linie unter Schutz. Die Bucht bei Pülsen ist teilweise aus dem Schutzgebiet ausgenommen. Hier befindet sich eine Badestelle.
Die Uferbereiche und Flachwasserzonen mit ihren Verlandungszonen werden von Röhrichten und Bruchwäldern eingenommen. Daran schließen sich stellenweise Laub- und Nadelwälder und vereinzelt Grünländer an. Die Uferbereiche bilden eine der größten zusammenhängenden und weitgehend natürlich erhaltenen Seeuferlandschaften in Schleswig-Holstein.
Das Naturschutzgebiet hat internationale Bedeutung als Brut-, Mauser- und Überwinterungsgebiet für zahlreiche Wasservögel, darunter Schnatter-, Löffel-, Reiher- und Kolbenente. Neben diesen und weiteren Entenvögeln kommen Haubentaucher und Gänsesäger vor. Die Röhrichtbereiche bieten u. a. Rohrammer, verschiedenen Rohrsängern, Rohrdommel und Rohrweihe einen Lebensraum. Die Bruchwälder verfügen über einen hohen Totholzanteil und bieten Nistmöglichkeiten für Höhlenbrüter wie Kleinspecht, Trauerschnäpper und Weidenmeise.
Das Naturschutzgebiet wird vom Landesjagdverband Schleswig-Holstein betreut. Bei Giekau befindet sich eine Aussichtsplattform, von der aus die Giekauer Bucht eingesehen werden kann. Das Befahren der Wasserflächen innerhalb des Naturschutzgebietes ist verboten.